# Madame Salleron
Madame Salleron är en brokbladig zonalpelargon som används som krukväxt. Den har tunna blad som är matta med vitgula kanter. Madame Salleron blommar aldrig och är lågväxande. Ursprunget kan enligt en uppgift ha hittats i en frösådd av P. Manglesi av en trädgårdsmästare verksam hos madame Salleron i Melun år 1877. Intresset var inte stort i Frankrike och det var först genom engelska handelsträdgårdar som den lanserades 1881. I Sverige fanns den från tiden kring sekelskiftet och fram till 1970-talet.